# Gustave Roy
Pour l’article homonyme, voir Roy.
Gustave Roy, né le 21 avril 1907 à Cap-Chat et mort le 5 janvier 1982 à Mont-Laurier, est un chirurgien, médecin et homme politique canadien.

## Biographie
Né à Cap-Chat, Gustave Roy étudie au Séminaire de Rimouski et à l'Université Laval de Québec. Une fois diplôme, il part pratiquer la médecine dans la région de Mont-Laurier. Il est également président et directeur de L'Écho de la Lièvre.
En 1937, un bûcheron mécontent du traitement que Roy lui administre pour sa jambe fracturée, tente de tirer un coup de feu en direction du docteur, mais son arme ne se décharge pas. Le patient mécontent est alors mis en état d'arrestation.
Élu député du Parti libéral du Canada dans la circonscription fédérale de Labelle en 1953, il est défait par le progressiste-conservateur Henri Courtemanche alors que celui-ci reprend sa circonscription en 1957.